# Pas sur la bouche
Pas sur la bouche is een Franse muziekfilm uit 2003 onder regie van Alain Resnais.

## Verhaal
Gilberte trouwt met Eric Thomson tijdens haar verblijf in de VS. Hun huwelijk loopt verkeerd af. Omdat het nooit is gelegaliseerd door een Frans consulaat, is het huwelijk echter niet erkend in Frankrijk. Wanneer Gilberte terug is in Frankrijk, trouwt ze met de metaalbewerker Georges Valandray. Hij weet niets af over het eerste huwelijk van Gilberte. Dan gaat Georges toevallig zaken doen met Eric.

## Rolverdeling
- Sabine Azéma: Gilberte Valandray
- Isabelle Nanty: Arlette Poumaillac
- Audrey Tautou: Huguette Verberie
- Pierre Arditi: Georges Valandray
- Darry Cowl: Mevrouw Foin
- Jalil Lespert: Charley
- Daniel Prévost: Faradel
- Lambert Wilson: Eric Thomson
- Bérangère Allaux: Jong meisje
- Françoise Gillard: Jong meisje
- Toinette Laquière: Jong meisje
- Gwenaëlle Simon: Jong meisje
- Nina Weissenberg: Juliette